# Bintia
Bintia Bangura (* 28. Dezember 1978 in Magdeburg) ist eine deutsche Pop- und Soulsängerin.

## Leben
Bintia Bangura kam am 28. Dezember 1978 als Tochter eines Guineers und einer Deutschen zur Welt und verbrachte einen Großteil ihrer Kindheit in Berlin. Sie besuchte für fünf Jahre das Französische Gymnasium in Berlin-Tiergarten. 1993, zu Beginn der 10. Klasse siedelte die Familie in die Karibik auf die Insel Saint Thomas über.
Einige Jahre später wurde Bintia in Berlin von einer Freundin überredet, der Gruppe Finesse beizutreten. 1999 nahm sie daraufhin mit Vanessa Mason in der Formation TiaVan ein englischsprachiges Album auf. Beide stellten die CD zwar gemeinsam auf der European Gladiator Tour vor, ein möglicher Veröffentlichungstermin wurde aufgrund labelinterner Probleme jedoch nie bekanntgegeben.
Nach ihrem Schulabschluss ging Bintia 2000 zurück nach Deutschland, wo sie ein Basketballstipendium ablehnte, um sich stattdessen einer Karriere als Sängerin widmen zu können. 2001 erhielt sie bei Def Jam Germany ihren ersten Plattenvertrag, aus dem noch im selben Jahr ihr Debütalbum B.I.N.T.I.A und die Single Über Den Wolken resultierten. Der erhoffte Erfolg blieb jedoch aus, und schon wenige Monate nach Vertragsunterzeichnung trennte das Label sich von ihr. Etwa zur gleichen Zeit steuerte Bintia für Yvonne Catterfelds Debütalbum einige Produktionen bei, zu dessen Tour sie Ende 2001 als Backgroundsängerin engagiert wurde.
2002 vermittelte ihr damaliger Ehemann Harris, mit dem sie drei Kinder hat, Bintia an Xavier Naidoo und Billy Davis. Sie boten ihr an, unter Naidoos Label Beats Around The Bush zu singen. Ihre zweite Single, die Mid-Tempo-Ballade Wenn Der Himmel, brachte ihr den ersten kommerziellen Erfolg ein und förderte die Arbeiten an ihrer neuen LP B-Ständig, die im Sommer 2004 auf dem Markt erschien und das Duett Tage Und Stunden mit Xavier Naidoo beinhaltet. Außerdem hatte sie an mehreren Songs des Projekts "Deine Lieblingsrapper" mitgewirkt, das aus Harris und Sido besteht.

## Diskografie
Alben
- 2001: B.I.N.T.I.A
- 2004: B-Ständig

Singles
- 2001: Über den Wolken
- 2004: Wenn der Himmel
- 2004: Tage und Stunden (mit Xavier Naidoo)
- 2005: Freudentränen

Weitere Songs
- 2000 Weit weg! (mit Deichkind)
- 2008 Ein neuer Tag (mit Fler)
- 2009 Ruf mich (mit Sido und Kitty Kat)
- 2011 S.I. 2011 (mit Silla bei Halt die Fresse 03 – Nr. 107)